# Negovski Vrh
Negovski Vrh je naselje v Občini Benedikt.